# 쿤구르

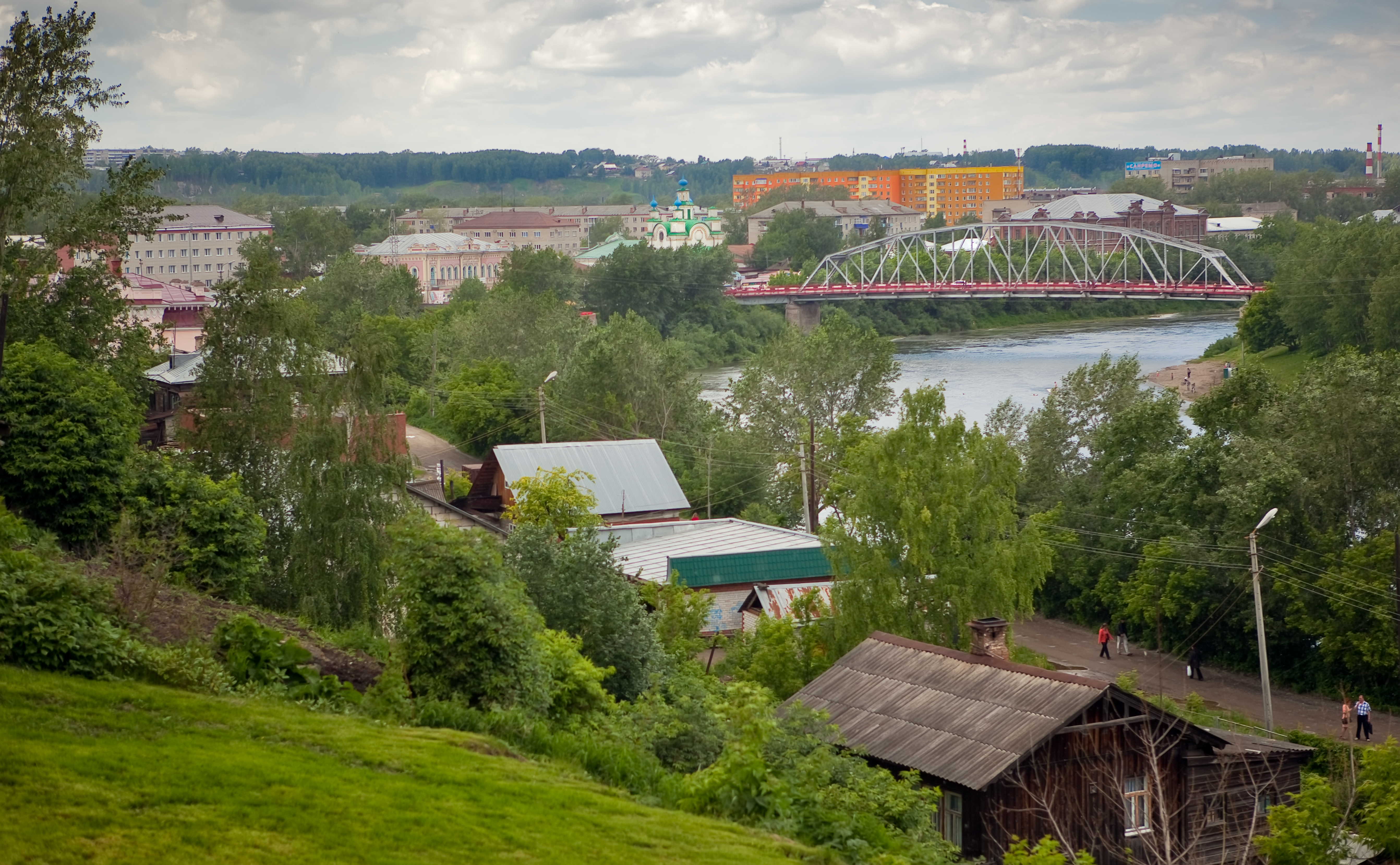

쿤구르(러시아어: Кунгур)는 페름 지방 쿤구르스키 군의 도시다. 인구는 7만6,600명이고 면적은 68.7 km2이다.